# Arthur Hunnicutt
Arthur Hunnicutt (* 17. Februar 1910 in Gravelly, Arkansas; † 26. September 1979 in Woodland Hills, Kalifornien) war ein US-amerikanischer Schauspieler, der in Filmen der 1940er- bis 1970er-Jahre oft humorvolle Figuren vom Lande verkörperte.

## Leben
Aus finanzieller Not musste Hunnicutt seine schulische Ausbildung vorzeitig abbrechen. Er schloss sich einer Theatergruppe in Massachusetts an und ging dann nach New York, wo er in den 1940er-Jahren am Broadway in einigen Stücken mitwirkte. Im Stück Tobacco Road nach dem Roman von Erskine Caldwell übernahm Hunnicutt eine der Hauptrollen. In den frühen 1940er-Jahren spielte er in einigen kleineren Filmen mit, kehrte aber schnell auf die Bühne zurück. 
1949 ging er dauerhaft nach Hollywood, wo er sich als zuverlässiger Darsteller von Nebenrollen bewährte, die oftmals älter als er selbst angelegt waren. Der Höhepunkt seines filmischen Schaffens war seine lebhafte und dynamische Darstellung des Zeb Calloway in Howard Hawks’ Western The Big Sky – Der weite Himmel im Jahr 1952. Sein Lohn war der Beifall des Publikums, aber auch eine Nominierung für den Oscar als bester Nebendarsteller. Den Rest seiner Karriere spielte er weiterhin ähnlich sympathisch-kauzige Charaktere. Howard Hawks setzte ihn 1966 erneut in seinem Western El Dorado ein, diesmal als Hilfssheriff Bull Harris.
Daneben war Hunicutt ab den 1950er-Jahren mit Gastauftritten in zahlreichen Fernsehserien zu sehen, etwa in Der Kopfgeldjäger, Westlich von Santa Fé, Twilight Zone, Am Fuß der blauen Berge, Perry Mason, Amos Burke, Verrückter wilder Westen, Bonanza, Die Leute von der Shiloh Ranch und Rauchende Colts.
1979 starb Hunnicutt im Alter von 69 Jahren an einem Mundhöhlenkarzinom.

## Filmografie (Auswahl)
- 1942: Silver Queen
- 1949: Tödliche Grenze (Border Incident)
- 1949: Der Berg des Schreckens (Lust for Gold)
- 1950: A Ticket to Tomahawk
- 1950: Der gebrochene Pfeil (Broken Arrow)
- 1950: Vorposten in Wildwest (Two Flags West)
- 1950: Stars in My Crown
- 1951: Ein Fremder kam nach Arizona (Sugarfoot)
- 1951: Die rote Tapferkeitsmedaille (The Red Badge of Courage)
- 1951: Die Faust der Vergeltung (Passage West)
- 1951: Die Teufelsbrigade (Distant Drums)
- 1952: The Big Sky – Der weite Himmel (The Big Sky)
- 1952: Arena der Cowboys (The Lusty Men)
- 1953: Explosion in Nevada (Split Second)
- 1953: Hölle der Gefangenen (Devil's Canyon)
- 1954: Die lockende Venus (The French Line)
- 1955: Die Barrikaden von San Antonio (The Last Command)
- 1957: Um Kopf und Kragen (The Tall T)
- 1963: Der Kardinal (The Cardinal)
- 1965: Cat Ballou – Hängen sollst du in Wyoming (Cat Ballou)
- 1965: Die Apachen (Apache Uprising)
- 1966: El Dorado
- 1967: Bullwhip Griffin oder Goldrausch in Kalifornien (The Adventures of Bullwhip Griffin)
- 1971: Die Millionen-Dollar-Ente (The Million Dollar Duck)
- 1971: Abrechnung in Gun Hill (Shoot Out)
- 1971: Die Verfolger (The Trackers)
- 1972: Revengers (The Revengers)
- 1972: Kopfgeldjäger (The Bounty Man)
- 1972: Der Berg kennt keine Gnade (Climb an Angry Mountain)
- 1974: Vier Vögel am Galgen (The Spikes Gang)
- 1974: Harry und Tonto (Harry and Tonto)